# Storczykarnia w Łańcucie

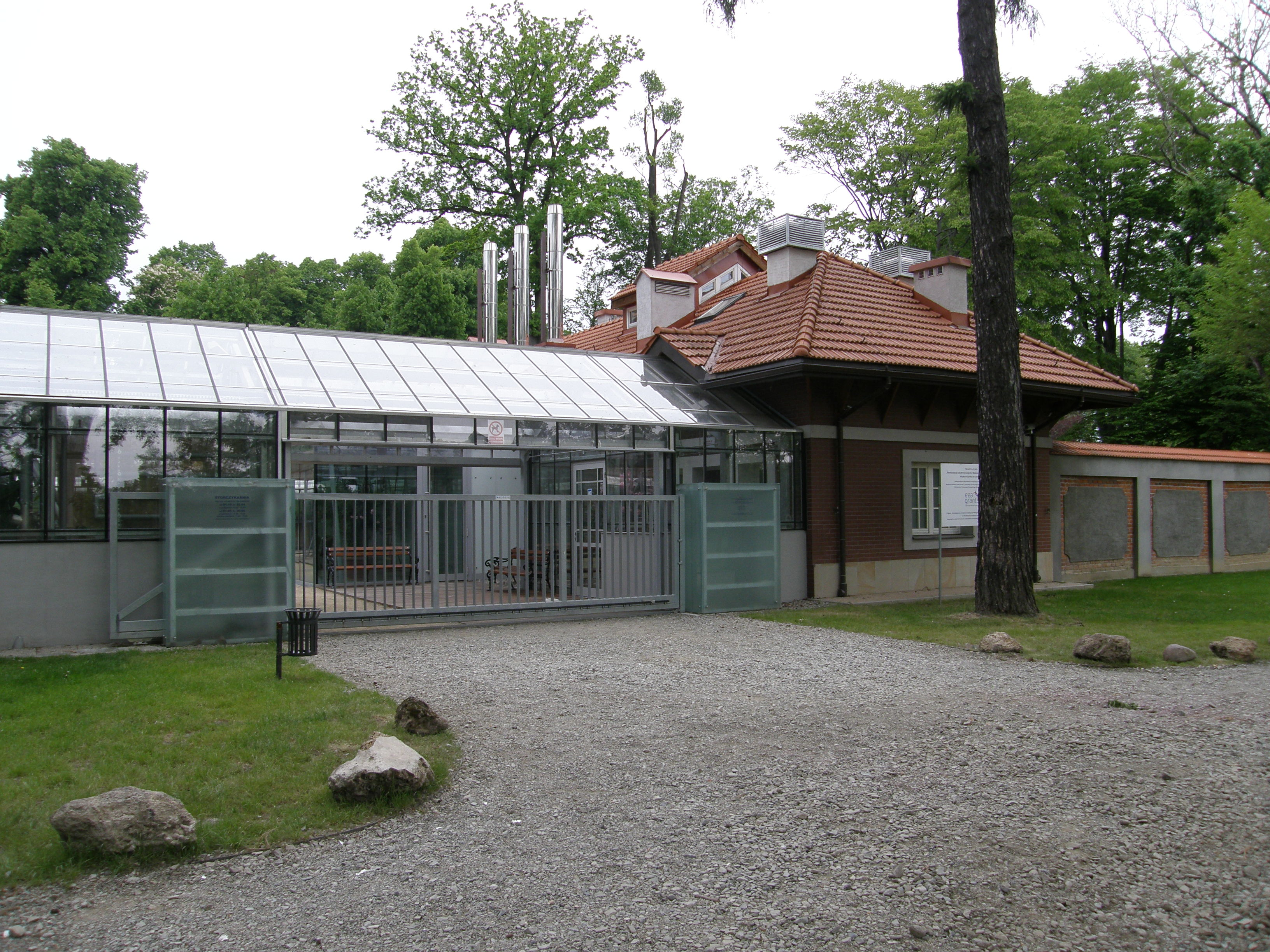
Wejście do storczykarni

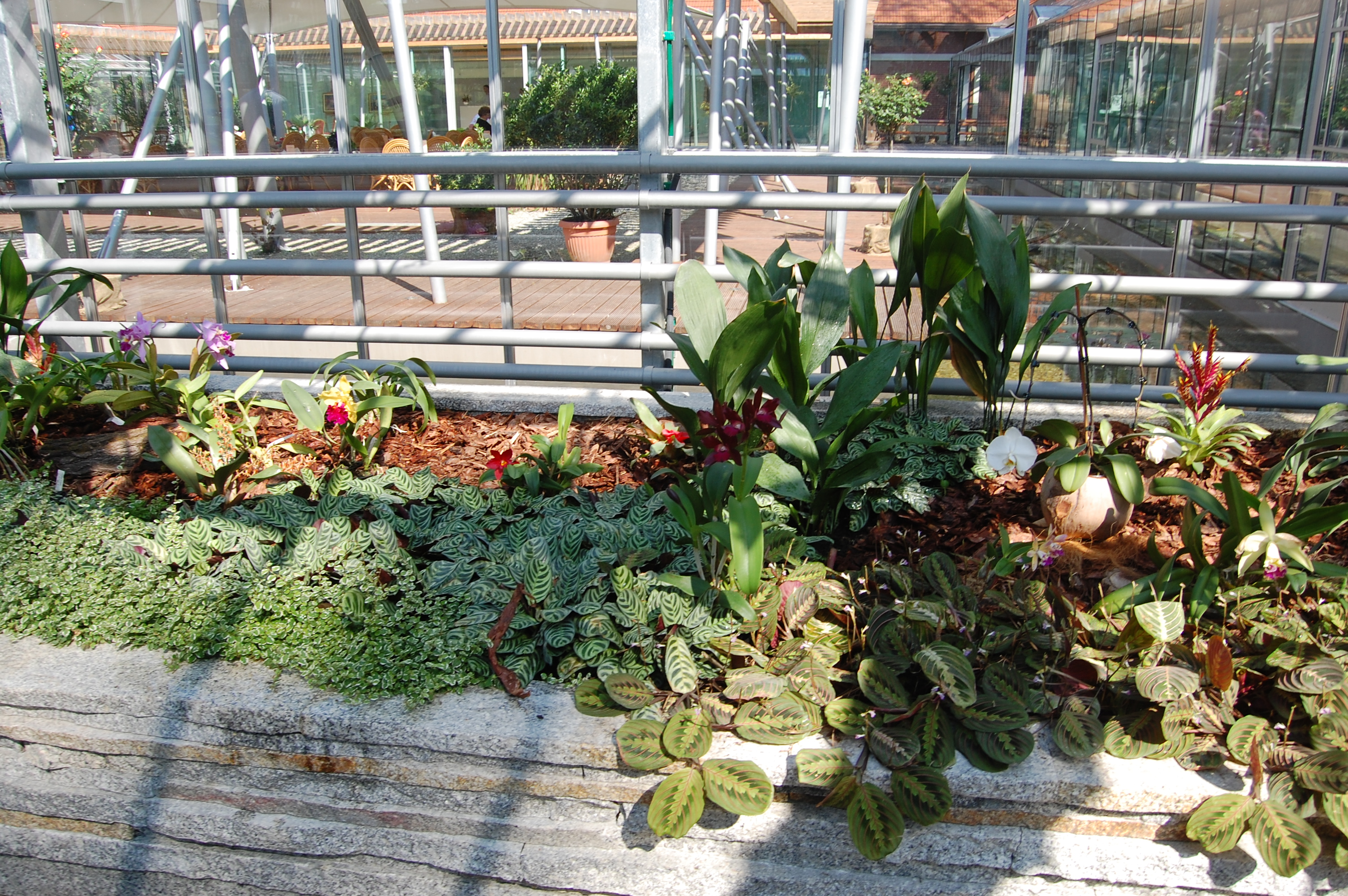
Część ekspozycyjna, kawiarnia w tle

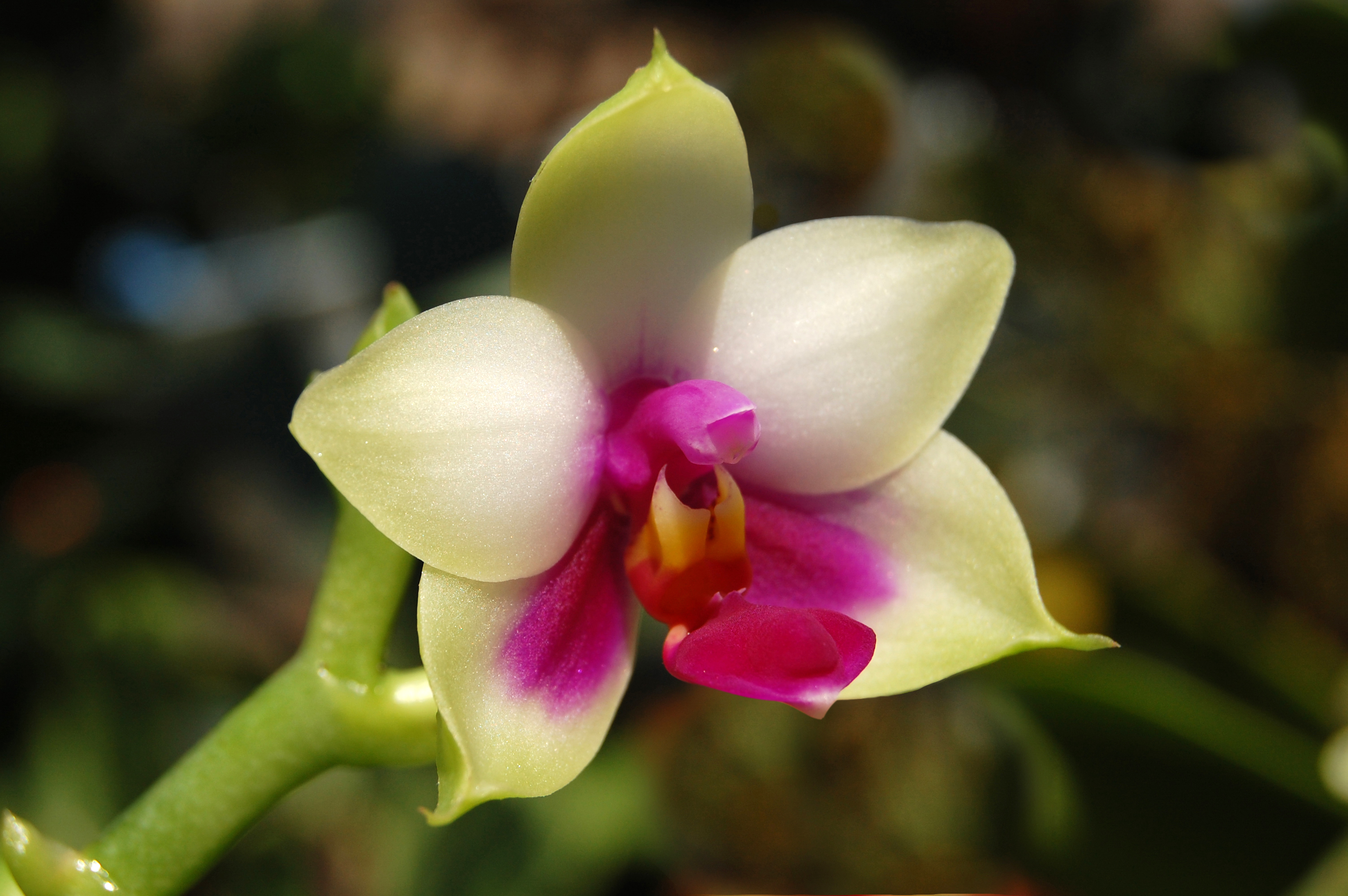
Storczyk Phalaenopsis bellina w Storczykarni w Łańcucie

Storczykarnia w Łańcucie – zespół szklarni, część zespołu parkowego Muzeum – Zamku w Łańcucie.
 Budynek wpisany jest do rejestru zabytków pod  nr rej.: 1023 z 27.08.1979:

## Historia
Storczykarnia w Łańcucie wchodzi w skład zespołu Szklarni, który powstał w pierwszej dekadzie XX wieku. Wstępnie pełnił on funkcję zaplecza Palmiarni, w której uprawiano m.in. goździki, gloksynie, anturium oraz dużą liczbę rzadkich i cennych storczyków. Po II wojnie światowej hodowlę storczyków kontynuował PGR do lat 80. XX w.
Storczykarnię włączono do zespołu parkowego Muzeum – Zamku w Łańcucie po upadku PGR-ów. Przez długie lata niszczała. Odbudowana storczykarnia w obecnej formie otwarta została 28 czerwca 2008 r.

## O storczykarni
Storczykarnia składa się z pięciu części:
- część ekspozycyjna,
- trzy części zaplecza, w których panują odmienne strefy klimatyczne w zależności od hodowanych gatunków storczyków,
- część centralną stanowi kawiarnia, podświetlona i otoczona "fosą" z rybami.

## Ekspozycja
W części ekspozycyjnej wystawiane są storczyki będące w okresie kwitnienia. Są tam kwiaty naziemne, litofity – storczyki skalne i nadrzewne – epifity.
Zgromadzono tu współczesne krzyżówki storczyków, charakteryzujące się okazałymi kwiatami, np. Phalaenopsis, Miltonia itp.
W innym miejscu kwietniki obsadzono tzw. storczykami botanicznymi – właściwymi dla środowiska naturalnego. W południowej części ekspozycji znajdują się kwiaty pochodzące z przedwojennej kolekcji Potockich.
Ekspozycje storczyków epifitycznych (nadrzewnych) umieszczono wśród konarów drzew.

## Godziny otwarcia
- Od 1 października do 30 kwietnia – od 10.00 do 16.00 (ostatnie wejście 15.30)
- Od 1 maja do 30 września – od 10.00 do 18.00 (w soboty i niedziele do 19.00)
- W poniedziałki nieczynna